# Transkritische bifurcatie

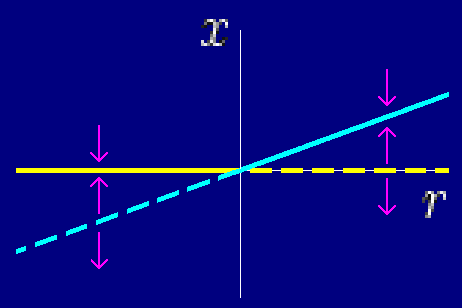
Transkritische bifurcatie. Horizontaal: de parameterwaarde. Verticaal: De variabele. Geel en lichtblauw: Stabiel (getrokken) en onstabiel (gestreept) evenwichtspunt. Paarse pijlen: richting waarin het systeem zich ontwikkelt.

De transkritische bifurcatie is een onderdeel van de bifurcatietheorie. Het beschrijft hoe in een systeem twee stationaire oplossingen (evenwichtspunten) elkaar kruisen. Daarbij wordt het ene evenwichtspunt stabiel en het andere onstabiel.
Het gedrag van de transkritische bifurcatie wordt beschreven met de normaalvorm:
{\displaystyle {\frac {dx}{dt}}=x(r-x).\,}
Voor {\displaystyle r<0} en {\displaystyle r>0} heeft het systeem twee evenwichtspunten, één bij {\displaystyle x=0} en één bij {\displaystyle x=r}.

Voor {\displaystyle r<0} is het punt bij {\displaystyle x=0} stabiel en het punt bij {\displaystyle x=r} onstabiel.

Voor {\displaystyle r>0} draait het om: dan is het punt bij {\displaystyle x=0} onstabiel en het punt bij {\displaystyle x=r} stabiel.

Ook deze bifurcatie vindt plaats bij {\displaystyle r=0}.